# ألبيون أديمي
ألبيون أديمي (بالفنلندية: Albion Ademi)‏ (19 فبراير 1999 بفنلندا - ) هو لاعب كرة قدم فنلندي في مركز الهجوم. لعب مع إنتر توركو ونادي توركو وماريهامن.

## وصلات خارجية
- ألبيون أديمي على موقع الاتحاد الأوربي (الإنجليزية)
- ألبيون أديمي على موقع قاعدة بيانات كرة القدم.إي يو (الإنجليزية)
- ألبيون أديمي على موقع Soccerway.com (الإنجليزية)
- ألبيون أديمي على موقع عالم كرة القدم.نت (الإنجليزية)